# پدرخوانده: قسمت دوم
پدرخوانده: قسمت دوم (به انگلیسی: The Godfather: Part II) فیلمی داستانی-جنایی به کارگردانی فرانسیس فورد کاپولا و محصول سال ۱۹۷۴ کمپانی آمریکایی پارامونت پیکچرز است. این فیلم پس از موفقیت درخشان فیلم پدرخوانده و در ادامهٔ آن ساخته شد.
کاپولا در ابتدا نمی‌خواست که خود این فیلم را بسازد (به‌ دلیل جنجال‌های بسیار با کمپانی در ساخت فیلم پدرخوانده) و کارگردانی آن را به مارتین اسکورسیزی که در آن زمان زیاد به شهرت نرسیده بود، پیشنهاد کرد. ولی کمپانی پارامونت با این پیشنهاد مخالفت کرد ولی در عوض کاپولا اختیارات زیادی از آن‌ها گرفت و با این کار خود، از دخالت‌های بسیار کمپانی جلوگیری کرد.
این فیلم مانند قسمت نخست آن هواداران بسیاری دارد و بین منتقدان بحث‌های زیادی مبنی بر این‌که کدام فیلم بهتر است شده‌است. این فیلم در نظرسنجی بانک اطلاعات اینترنتی فیلم‌ها تاکنون حائز مقام سوم شده‌است. همچنین مقام دوم نظرسنجی از کارگردانان
و مقام چهارم نظرسنجی از منتقدان مجلهٔ سایت‌اندساند را نیز دارا است.
فیلم پدر خوانده ۲ از پنج سکانس از ویتو، پنج سکانس از مایکل و یک سکانس دنبالهٔ کوتاه که همهٔ این سکانس‌ها را به فیلم ربط می‌دهد، تشکیل شده‌است. تم‌هایی چون خانواده و معامله، جستجوی امنیت بورژوازی و فریب بودن آن، پیوند بین سکانس‌ها را تشکیل می‌دهند.

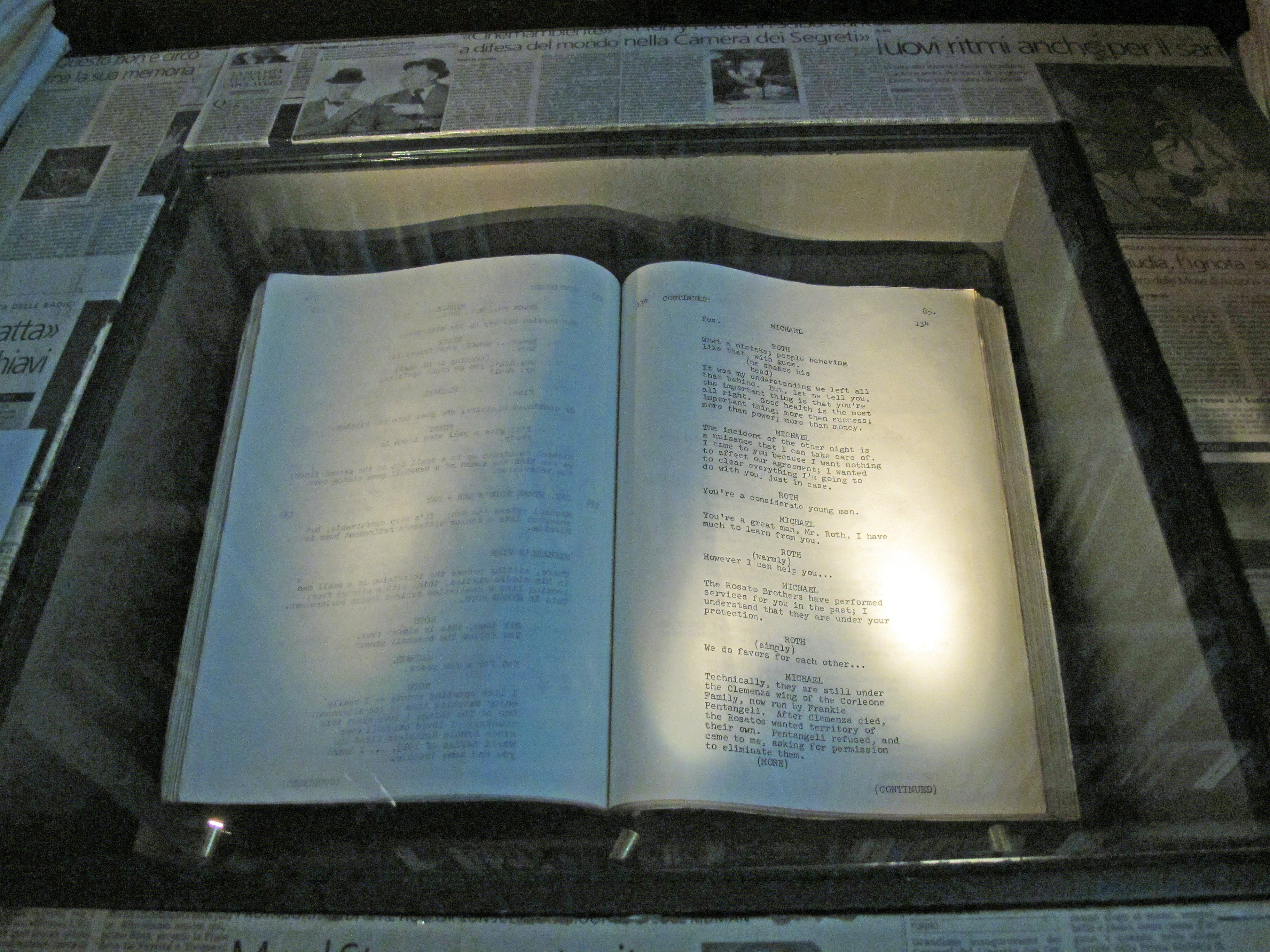
فیلمنامهٔ اصلی در موزهٔ ملی سینما در تورین

## داستان
در سال ۱۹۰۱ خانواده ویتو آندولینی ۹ ساله پس از توهین پدرش به دون چیچو، رئیس محلی مافیا در کورلئونه، سیسیل کشته می‌شوند.
ویتو به شهر نیویورک فرار می‌کند و به عنوان «ویتو کورلئونه» در جزیره الیس مشغول به کار می‌شود.
در سال ۱۹۱۷، ویتو کورلئونه (رابرت دنیرو) به همراه همسرش کارملا (مرگانا کینگ) و پسرش سانی در نیویورک زندگی می‌کنند. او به دلیل اصرار دون فانوچی (گستونه موسکین) کار خود را از دست می‌دهد؛ چون فنوچی می‌خواهد که خواهرزاده‌اش به جای ویتو کار کند.
تا سال ۱۹۲۰، ویتو و کارملا دو پسر دیگر به نام‌های فردو و مایکل دارند. کارهای خلاف ویتو توجه فانوچی را به خود جلب می‌کند، فانوچی سعی دارد از او اخاذی کند.
پیتر کلمنزا (برونی کیربی) از ویتو می‌خواهد که همراه او در یک سرقت شرکت کند.
شرکای ویتو، کلمنزا و سالواتوره تسیو (جان اپرا) به او می‌گویند که پول را به فانوچی بدهد تا از بروز دردسر جلوگیری کنند، اما ویتو اصرار دارد که می‌تواند فنوچی را با پرداخت مبلغ کمتری راضی کند. سرانجام او در یک جشن محلی فنوچی را در آپارتمانش به قتل می‌رساند.
در سال ۱۹۲۳، ویتو به همراه خانواده برای اولین بار پس از مهاجرت به سیسیل سفر می‌کند. او و شریک تجاری اش توماسینو در صدد همکاری با دون چیچیو هستند. ویتو پس از فاش کردن هویت سابقش، دون چیچیو را می‌کشد و انتقام دوران کودکی خود را از او می‌گیرد اما در حال فرار توماسینو مورد اصابت گلوله قرار گرفته و دچار ناتوانی دائمی می‌شود.
حالا ویتو یک شخصیت محترم در جامعه شده و به همراه شرکای خود روز به روز موفق‌تر می‌شوند.
در ۷ دسامبر ۱۹۴۱، خانواده کورلئونه دور هم جمع شده‌اند تا ویتو را برای روز تولدش غافلگیر کنند. مایکل اعلام می‌کند که کالج را ترک کرده و در نیروی دریایی ایالات متحده ثبت نام کرده‌است. سانی با عصبانیت آنجا را ترک می‌کند، تام باور نمی‌کند و فردو تنها حامی برادرش در جمع است. ویتو نزدیک درب ورودی می‌شود و همه به جز مایکل از اتاق بیرون می‌روند تا به او خوش آمد بگویند.
در سال ۱۹۵۸ مایکل کورلئونه (آل پاچینو) در جریان اولین مهمانی عشای ربانی پسر خود در دریاچه تاهو، به عنوان دون جدید خانواده کورلئونه جلساتی را برگزار می‌کند.
فرانک پنتاگلی (مایکل وی. گازو) یکی از اعضای باند مافیایی کورلئونه از دستور مایکل مبنی بر کمک به شریک تجاری مایکل، هایمن راث (لی استراسبرگ) در برابر برادران روزاتو امتناع می‌ورزد. آن شب، مایکل از یک ترور در خانهٔ خود جان سالم به در برده و نوادا را ترک می‌کند.
مایکل مظنون است که راث این ترور را برنامه‌ریزی کرده به همین دلیل با او در میامی ملاقات می‌کند و وانمود می‌کند که از این موضوع بی‌خبر است. در نیویورک، پنتاگلی سعی دارد با خانواده روزاتو از در دوستی وارد شود اما آن‌ها در صدد بر می‌آیند تا او را بکشند.
راث، مایکل و چند نفر از شرکای آن‌ها برای گفتگو در مورد آینده تجاری خود در کوبا به هاوانا سفر می‌کنند. مایکل تمایلی به تجارت در کوبا ندارد و شب کریسمس تصمیم می‌گیرد که راث و دست راست او، جانی اولا (دومینیک کیانزه) را به قتل برساند اما پلیس، محافظ مایکل که قصد انجام این کار را دارد شناسایی کرده، می‌کشد و راث زنده می‌ماند.
مایکل پس از این که فردو (جان کازال) به اشتباه فاش می‌کند که اولا را می‌شناسد، متوجه می‌شود که برادرش به او خیانت کرده‌است. باتیستا به دلیل شورش ربوده می‌شود و در طول هرج و مرج مایکل، فردو و راث به‌طور جداگانه به ایالات متحده آمریکا فرار می‌کنند.
فردو هنگام بازگشت به نوادا، برای مایکل توضیح می‌دهد که به دلیل بی‌توجهی‌ها به او خیانت کرده‌است. او همچنین به مایکل اطلاع می‌دهد که وکیل سنا، کوستاد به عنوان زیر دست راث کار می‌کند. مایکل به فردو می‌گوید که تا زمانی که مادرشان زنده است هیچ اتفاقی برای او نمی‌افتد (او را نمی‌کشد).
مایکل پس از بازگشت به خانه متوجه می‌شود که همسرش کی (دایان کیتن) دچار سقط جنین شده‌است.
کی به مایکل می‌گوید که او بچهٔ خودش را انداخته (دچار سقط جنین نشده) چون نمی‌خواهد فرزند دیگری وارد زندگی جنایی مایکل شود. مایکل با عصبانیت به کی حمله می‌کند، او را از خانواده تبعید کرده و حضانت فرزندان را به عهده می‌گیرد. 
در واشینگتن دی سی، یک کمیته سنا در مورد جرم‌های سازمان یافته خانواده کورلئونه در حال تحقیق است. در این زمان پنتانگلی موافقت می‌کند که علیه مایکل شهادت دهد.
مایکل با وجود تدابیر امنیتی نمی‌تواند به پنتاگلی دسترسی داشته باشد به همین دلیل از طریق برادرش که در سیسیل زندگی می‌کند او را وادار می‌کند تا اظهارات خود را پس بگیرد.
کارملا کورلئونه می‌میرد و در مراسم خاکسپاری، این‌طور به نظر می‌رسد که مایکل فردو را بخشیده‌است.
راث از پناهندگی خودداری کرده و مجبور به بازگشت به ایالات متحده آمریکا می‌شود. مایکل با وجود مخالفت‌های مشاورش تام هاگن (رابرت دووال)، یکی از افرادش به نام روکو لامپونی را برای کشتن راث می‌فرستد، روکو پس از انجام ماموریتش توسط مأموران فدرال کشته می‌شود.
در جریان ملاقات با پنتانگلی، هاگن به او یادآوری می‌کند که توطئه‌گران شکست خورده علیه امپراتور روم اغلب خودکشی می‌کردند و به او اطمینان می‌دهد که از خانواده وی مراقبت شود. پنتانگلی رگ دست خود را در وان حمام می‌زند و خودکشی می‌کند.
آل نری (ریچارد برایت) با دستور مایکل، برادرش فردو را ترور می‌کند.
مایکل تنها در کنار دریاچه در عمارت خانوادگی شان دیده می‌شود.

## بازیگران
- آل پاچینو در نقش «مایکل کورلئونه»
- رابرت دنیرو در نقش «ویتو کورلئونه»
- رابرت دووال در نقش «تام هاگن»
- دایان کیتن در نقش «کی کورلئونه»
- جان کازال در نقش «فردو کورلئونه»
- تالیا شایر در نقش «کانی کورلئونه»
- لی استراسبرگ در نقش «هایمن راث»
- مایکل وی. گازو در نقش «فرانکی پنتانگلی»
- جی. دی اسپاردین در نقش «سناتور پت‌گیری»
- ریچارد برایت در نقش «ال نری»
- گستونه موسکین در نقش «دن فانوچی»
- تام روسکوئی در نقش «روکو لامپونه»
- فرانچسکا د ساپیو در نقش «جوانی ماما کورلئونه»
- جیمز کان در نقش «سانی کورلئونه»
- اورسته بالدینی در نقش «ویتو آندولینی» (پسر کوچک)
- اریکا یون در نقش «فرماندار»
- ماریا کارتا در نقش «مادرِ ویتو کورلئونه»

## جوایز
| جایزه                         | رده                                    | نامزدی                                      | نتیجه    |
| ----------------------------- | -------------------------------------- | ------------------------------------------- | -------- |
| چهل و هفتمین دوره جوایز اسکار | جایزه اسکار بهترین فیلم                | فرانسیس فورد کوپولا، گری فردریکسن، فرد راث  | برنده    |
| چهل و هفتمین دوره جوایز اسکار | جایزه اسکار بهترین کارگردانی           | فرانسیس فورد کوپولا                         | برنده    |
| چهل و هفتمین دوره جوایز اسکار | جایزه اسکار بهترین بازیگر نقش اول مرد  | آل پاچینو                                   | نامزدشده |
| چهل و هفتمین دوره جوایز اسکار | جایزه اسکار بهترین بازیگر نقش مکمل مرد | رابرت دنیرو                                 | برنده    |
| چهل و هفتمین دوره جوایز اسکار | جایزه اسکار بهترین بازیگر نقش مکمل مرد | مایکل وی. گازو                              | نامزدشده |
| چهل و هفتمین دوره جوایز اسکار | جایزه اسکار بهترین بازیگر نقش مکمل مرد | لی استراسبرگ                                | نامزدشده |
| چهل و هفتمین دوره جوایز اسکار | جایزه اسکار بهترین بازیگر نقش مکمل زن  | تالیا شایر                                  | نامزدشده |
| چهل و هفتمین دوره جوایز اسکار | جایزه اسکار بهترین فیلم‌نامه اقتباسی    | ماریو پوزو، فرانسیس فورد کوپولا             | برنده    |
| چهل و هفتمین دوره جوایز اسکار | جایزه اسکار بهترین طراحی صحنه          | تئادورا ونرانکل                             | نامزدشده |
| چهل و هفتمین دوره جوایز اسکار | جایزه اسکار بهترین طراحی لباس          | تئادورا ونرانکل                             | نامزدشده |
| چهل و هفتمین دوره جوایز اسکار | جایزه اسکار بهترین کارگردانی هنری      | دین تراولاریس، جورج ار. نلسون، آنجلو گراهام | برنده    |
| چهل و هفتمین دوره جوایز اسکار | جایزه اسکار بهترین موسیقی فیلم         | نینو روتا، کارمینه کوپولا                   | برنده    |